# Roelof Dijksma
Roelof Willem Dijksma (Giethoorn, 22 mei 1895 - aldaar, 31 januari 1975) was een Nederlands molenmaker en molenontwerper. Hij staat bekend als de laatste Nederlandse bouwer van tjaskers. Tussen 1910 en 1945 heeft deze molenmaker 400 tot 500 tjaskers gemaakt, inclusief circa 80 handgedreven tonmolens.

## Biografie
Roelof Dijksma werd geboren als zoon van Willem Roelofsz. Dijksma (1872 - 1915), eveneens molenmaker, en Jantje Dam (1874 - 1968). Zijn vader, die op vroege leeftijd aan tuberculose overleed, leerde hem de kneepjes van het vak vanaf zijn ziekbed.
De familie Dijksma is sinds 1860 gedurende drie generaties de tjaskerbouwerfamilie van Nederland geweest. Tevens hield de familie zich bezig met de bouw van achtkante grondzeilers en molenonderhoud. 
Het zwaartepunt van de tjaskerbouw lag in Noordwest-Overijssel. Klanten in Friesland en Drenthe werden vanuit Giethoorn met de fiets bezocht. Tjaskers werden met paard en wagen naar hun bestemming vervoerd, voor lange afstanden werd de trein gebruikt. Op aanwijzingen van de molenmaker groef een boer de noodzakelijke ringsloten voor de afwatering. De opbouw en in bedrijfstelling van de tjasker gebeurde door de molenmaker zelf.
In 1935 werd de voorlopig laatste tjasker in gebruik genomen in het Friese Steggerda. In de jaren zestig heeft Roelof Dijksma opnieuw enkele tjaskers gebouwd. In 1963 bouwde hij in opdracht van Staatsbosbeheer een tjasker in het natuurreservaat De Weerribben voor de bevloeiing van rietland, de Tjasker Kalenberg.
De verdiensten van Roelof Dijksma aan de herwaardering van de tjasker zijn tot uitdrukking gebracht door het uitreiken van het certificaat van verdienste door de Vereniging de Hollandsche Molen tijdens de jaarvergadering van 6 maart 1971.
Dijksma overleed op 79-jarige leeftijd, tijdens de bouw van Tjasker Veenwouden. Hij was sinds 1919 gehuwd met Marrigje Oort; het paar had een zoon en twee dochters. 

## Enkele nog bestaande tjaskers gebouwd door Roelof Dijksma
- Tjasker Kalenberg (1963) tussen Kalenberg en Ossenzijl
- De Foeke (1968), te Sint Jansklooster
- Tjasker Veenwouden (1975), te Veenwouden

Van de Tjasker Grolloo (1930), oorspronkelijk te Dongelsveen, is de maker niet zeker; vermoed wordt dat deze tjasker door Roelof Dijksma is gebouwd.

## Enkele verdwenen tjaskers gebouwd door Roelof Dijksma
- tjasker van Bos, te Amen
- tjasker van het Boekweitenveentje ten westen van Amen
- tjasker van het Horstveen, ten zuiden van de Amerbrug
- tjasker van Hunze, Beilen
- tjasker Van Dilling, Grolloo
- tjasker bij de Halerbrug, Hooghalen
- tjasker van Huize Reestland, Meppel
- tjasker van het Jan Beijeringsveentje, Rolde
- tjasker van het Kikkersveentje
- tjasker van K. Broks, Rolde
- tjasker van P. Brands, Rolde
- tjasker van Popken, Rolde